# Montigny-l’Allier
Montigny-l’Allier ist eine französische Gemeinde mit 271 Einwohnern (Stand: 1. Januar 2022) im Département Aisne in der Region Hauts-de-France (frühere Region: Picardie). Sie gehört zum Arrondissement Château-Thierry und zum Kanton Villers-Cotterêts.

## Geographie
Die Gemeinde Montigny-l’Allier liegt am Nordufer des Flüsschens Clignon, eines linken Zuflusses des Ourcq, wird im Westen vom Ourcq begrenzt, 26 Kilometer westlich von Château-Thierry. Sie umfasst die Ortsteile Moisy mit La Comanderie und Guillouvray im Norden. Nachbargemeinden von Montigny-l’Allier sind eine Exklave von Marolles und Chézy-en-Orxois im Norden, Brumetz im Osten, Coulombs-en-Valois und Crouy-sur-Ourcq im Süden sowie Neufchelles und Mareuil-sur-Ourcq im Westen.

## Bevölkerungsentwicklung
| Jahr                       | 1962 | 1968 | 1975 | 1982 | 1990 | 1999 | 2006 | 2013 | 2022 |
| Einwohner                  | 220  | 203  | 178  | 187  | 202  | 239  | 264  | 272  | 271  |
| Quellen: Cassini und INSEE |      |      |      |      |      |      |      |      |      |

## Sehenswürdigkeiten
- Kirche Saint-Martin, seit 1920 Monument historique
- 1205 gegründete Templerkomturei Moisy-le-Temple, seit 1927 Monument historique

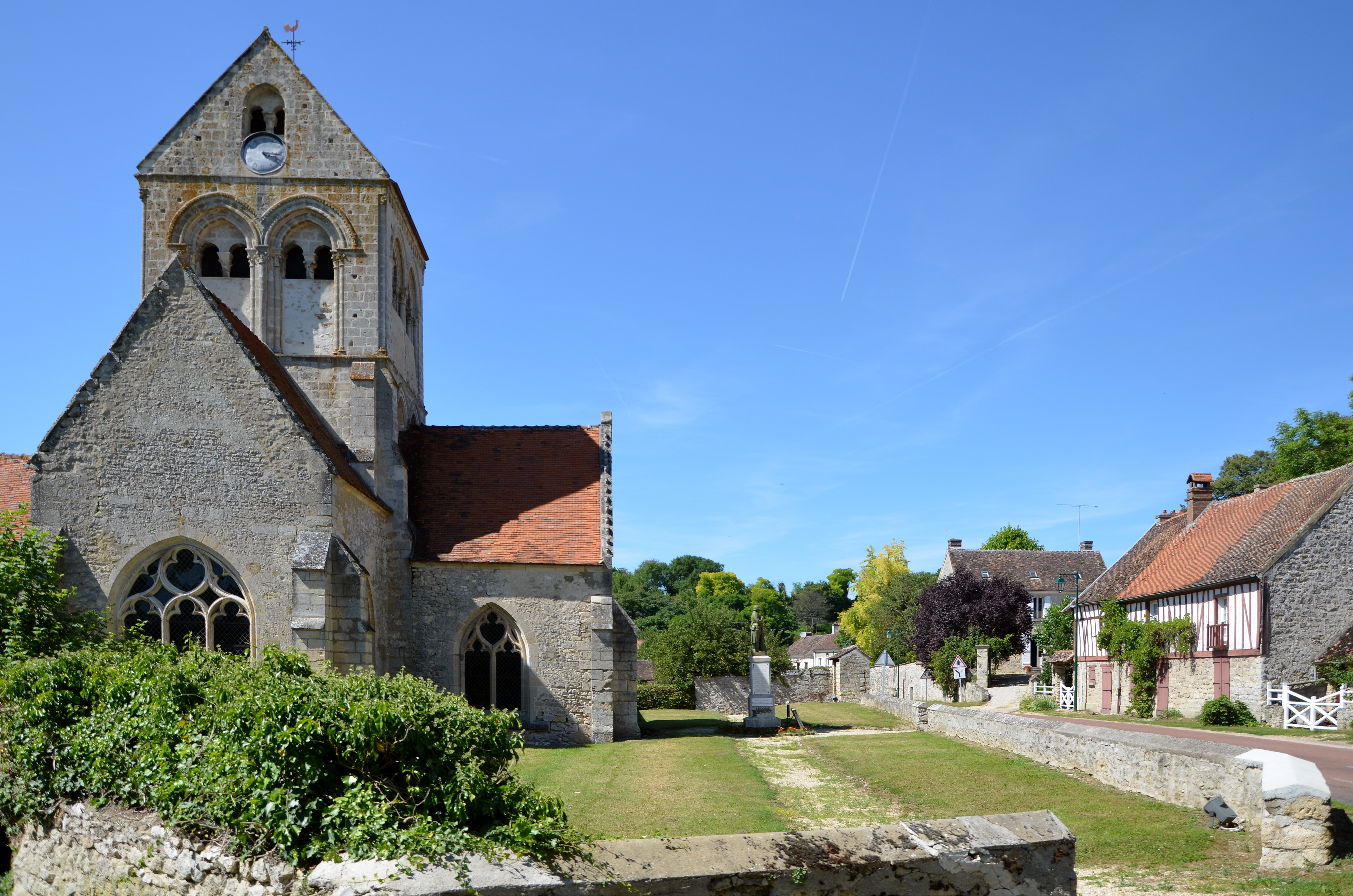
Kirche Saint-Martin
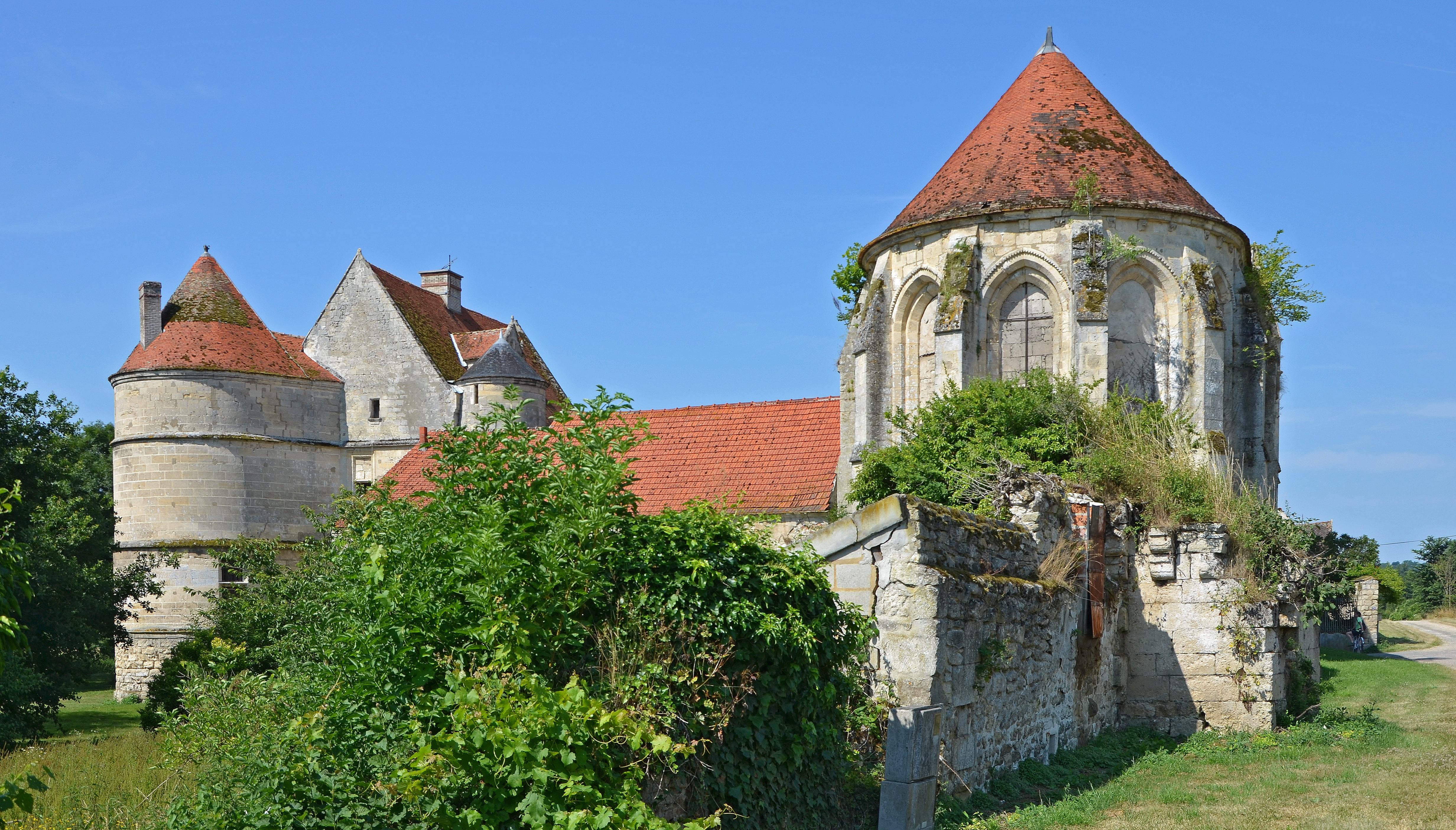
Templerkomturei Moisy